# لیسی گورنسن
لیسی گورِنسـِن (انگلیسی: Lecy Goranson؛ زادهٔ ۲۲ ژوئن ۱۹۷۴) هنرپیشه اهل ایالات متحده آمریکا است. وی از سال ۱۹۸۸ میلادی تاکنون مشغول فعالیت بوده‌است.

## گزیدهٔ آثار

### سینما
- پسرها گریه نمی‌کنند (۱۹۹۹)
- مرد اضافی (۲۰۱۰)

### تلویزیون
- فرینج (۲۰۰۹)
- قانون و نظم: واحد قربانیان ویژه (۲۰۰۴)
- سکس و شهر (۲۰۰۴)